# موزه پورشه
موزه پورشه (انگلیسی: Porsche Museum) موزه‌ای از محصولات پورشه می‌باشد، که از سال ۱۹۷۶ برای عموم قابل بازدید است، تاریخ پورشه را از مدل‌های قدیمی و پرخاطره تا طرح‌های جدید نشان می‌دهد. برخی از مدل‌های قدیمی این خودروساز، مانند پورشه فلیتزر، هر از چندگاه در مسابقه‌ها یا جشنواره‌های اتومبیل‌های قدیمی شرکت داده می‌شوند. شرکت پورشه موزه جدیدی را با معماری کاملاً مدرن در محل این کارخانه در شهر اشتوتگارت ساخته‌است. این مجموعه در روز ۳۱ ماه ژانویه ۲۰۰۹ افتتاح شد.
موزه جدید پورشه ۵٫۶۰۰ مترمربع وسعت و ۸۰ غرفه دارد. در موزه جدید پورشه برخی مدل‌های این شرکت که از ابتدای تأسیس کارخانه تاکنون ساخته شده‌اند، در معرض دید بازدیدکنندگان قرار دارند. در مجموعه اتومبیل‌های گردآوری شده در موزه پورشه نخستین اتومبیل‌های اسپورت جهان به نمایش درآمده‌اند. امروزه کمپانی‌های بزرگی از قبیل سیات و سوبارو، بسیاری از مهندسان و کارکنان خود را همه ساله برای استفاده از تجربیات مهندسین و کارکنان شرکت پورشه به مراکز تحقیق و توسعه این شرکت می‌فرستند.

## نگارخانه

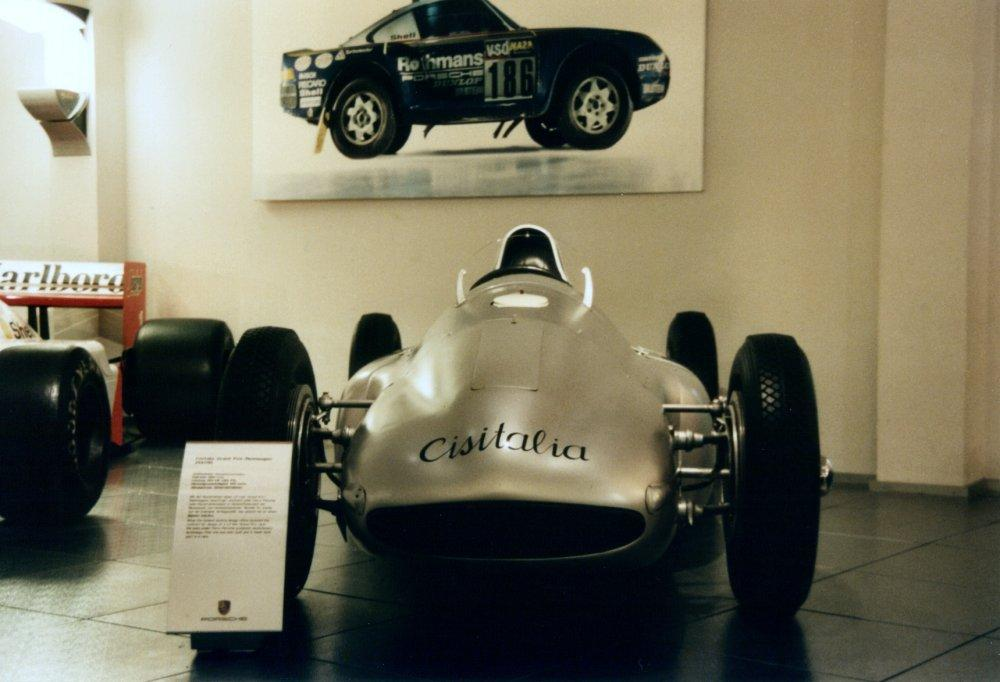
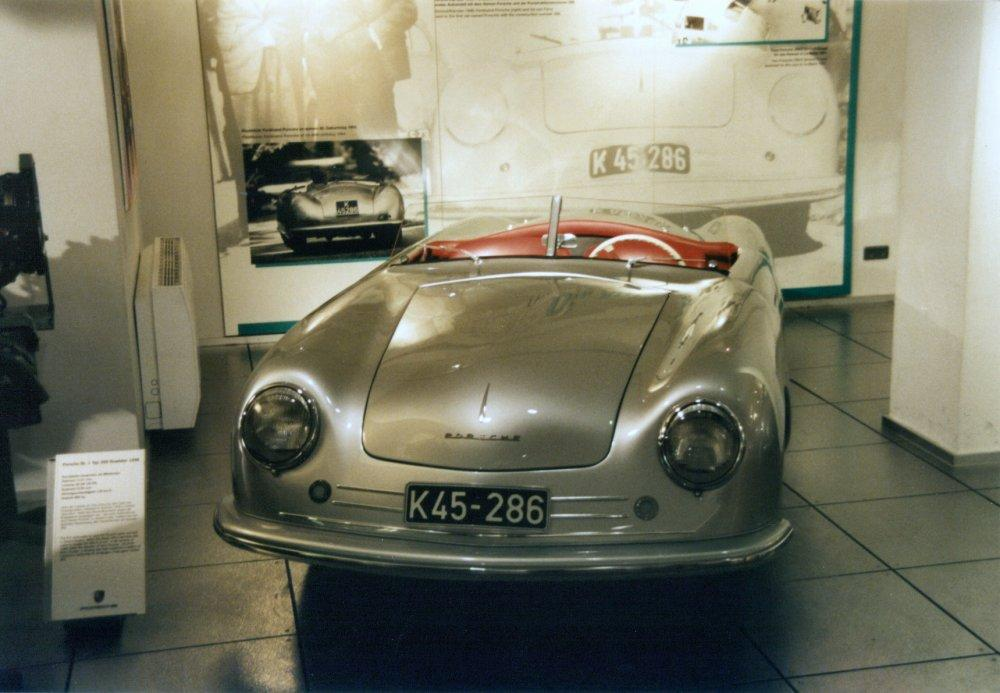
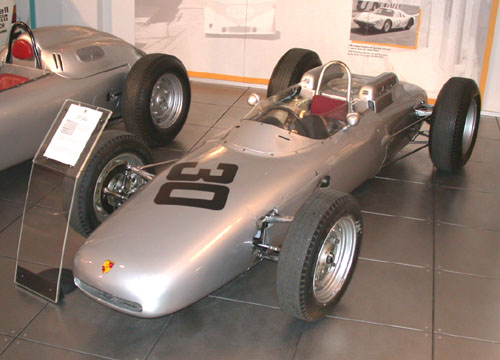
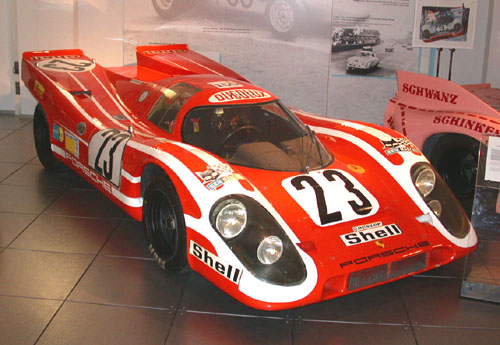
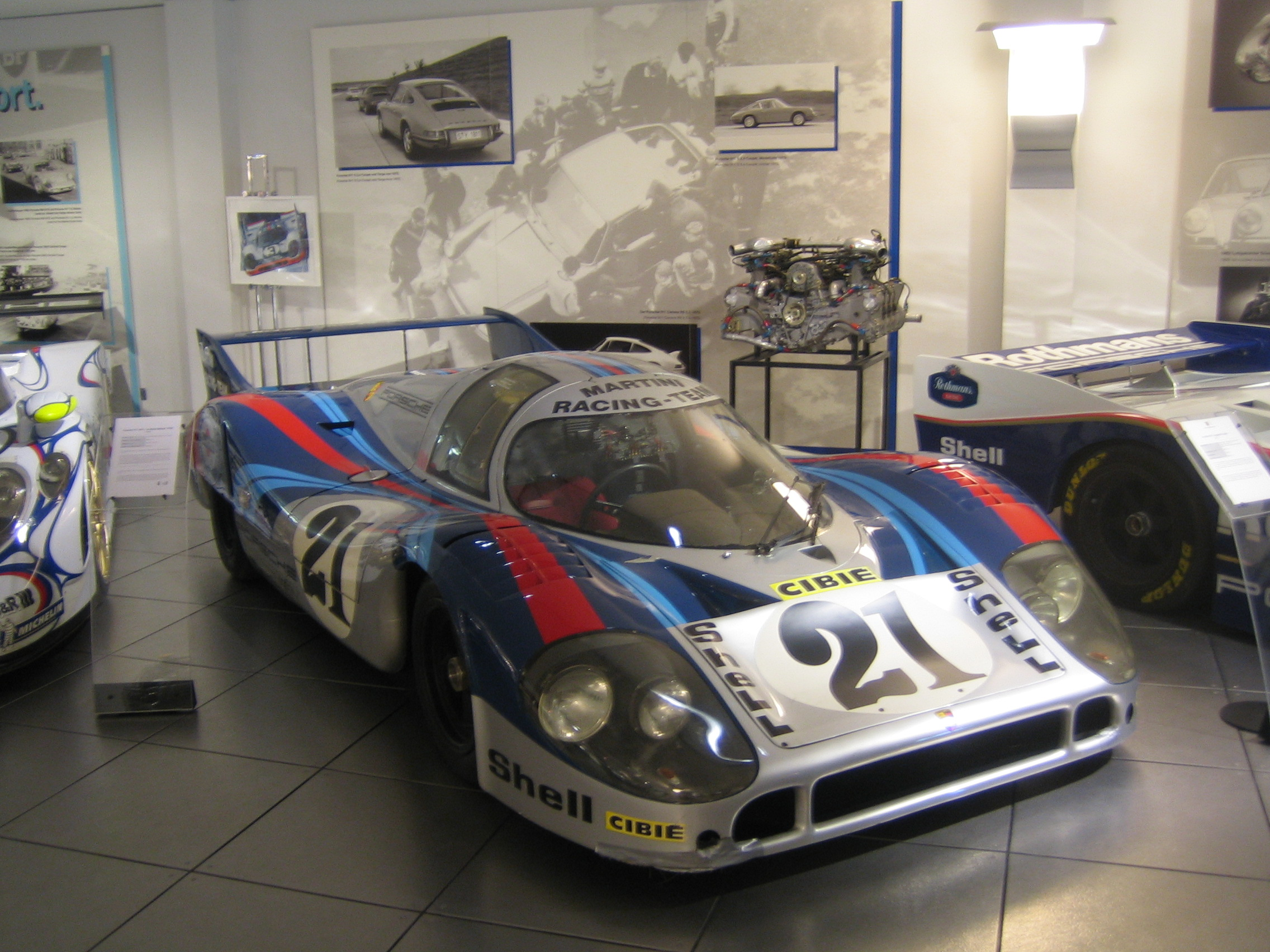
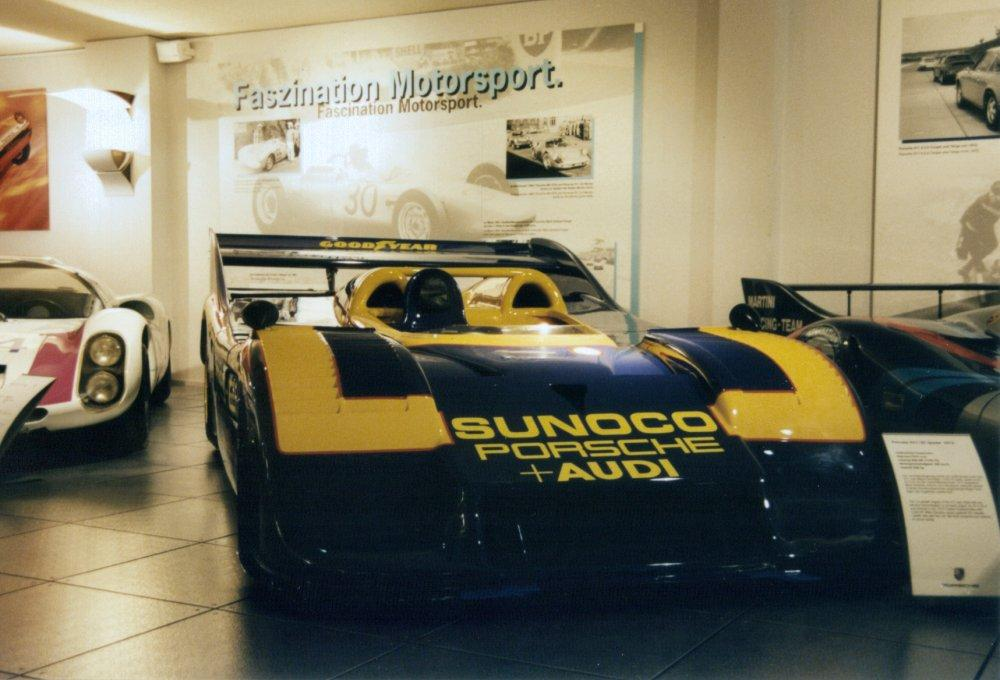
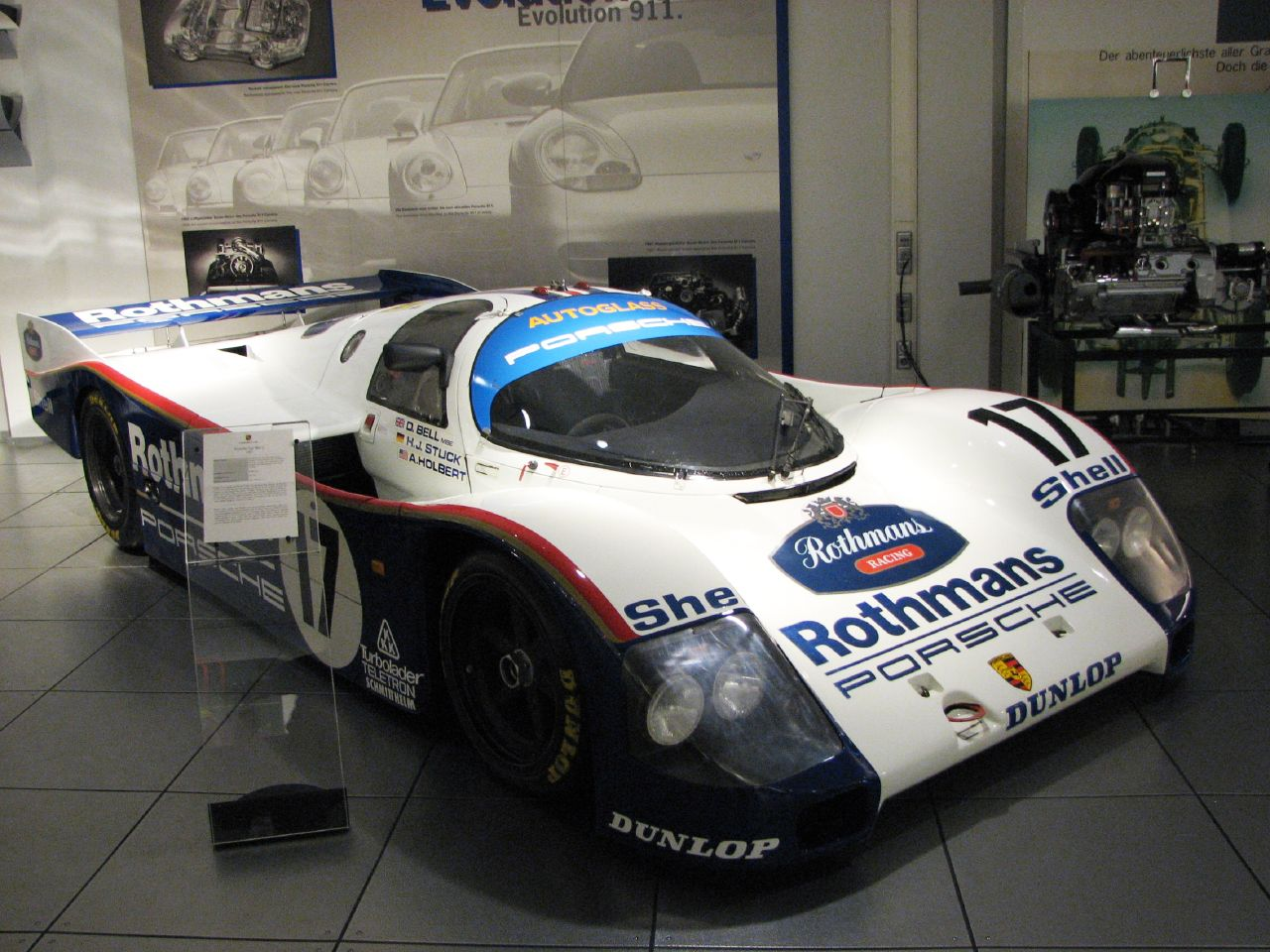
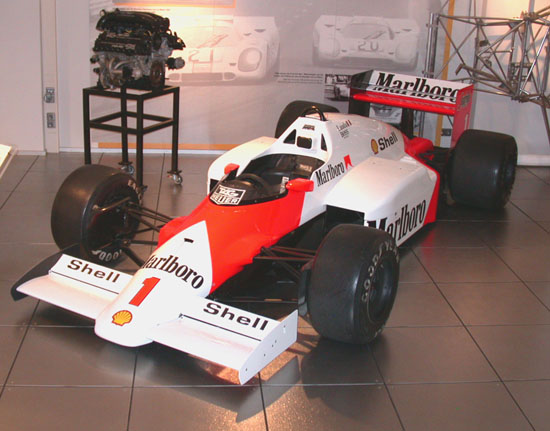
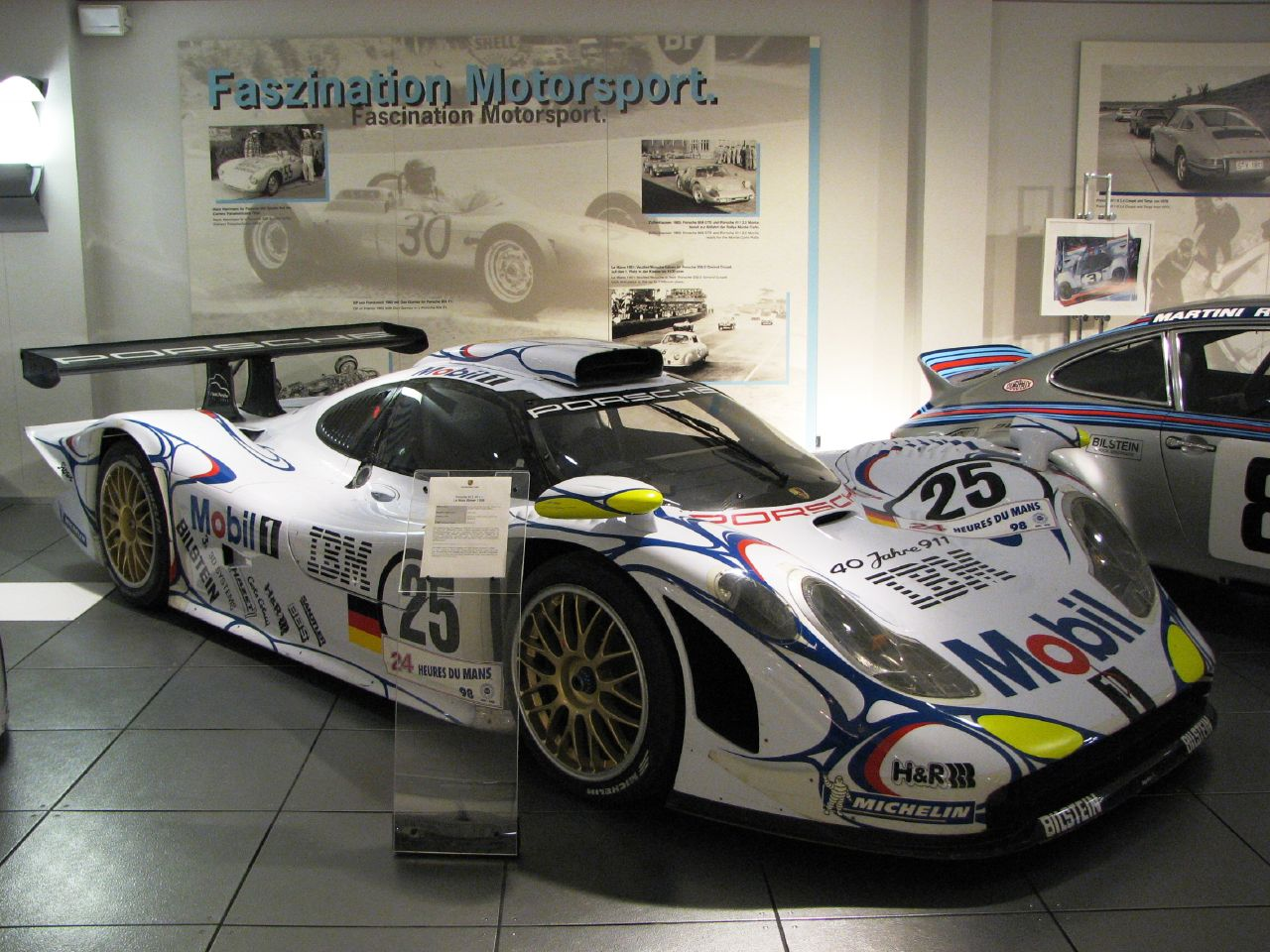
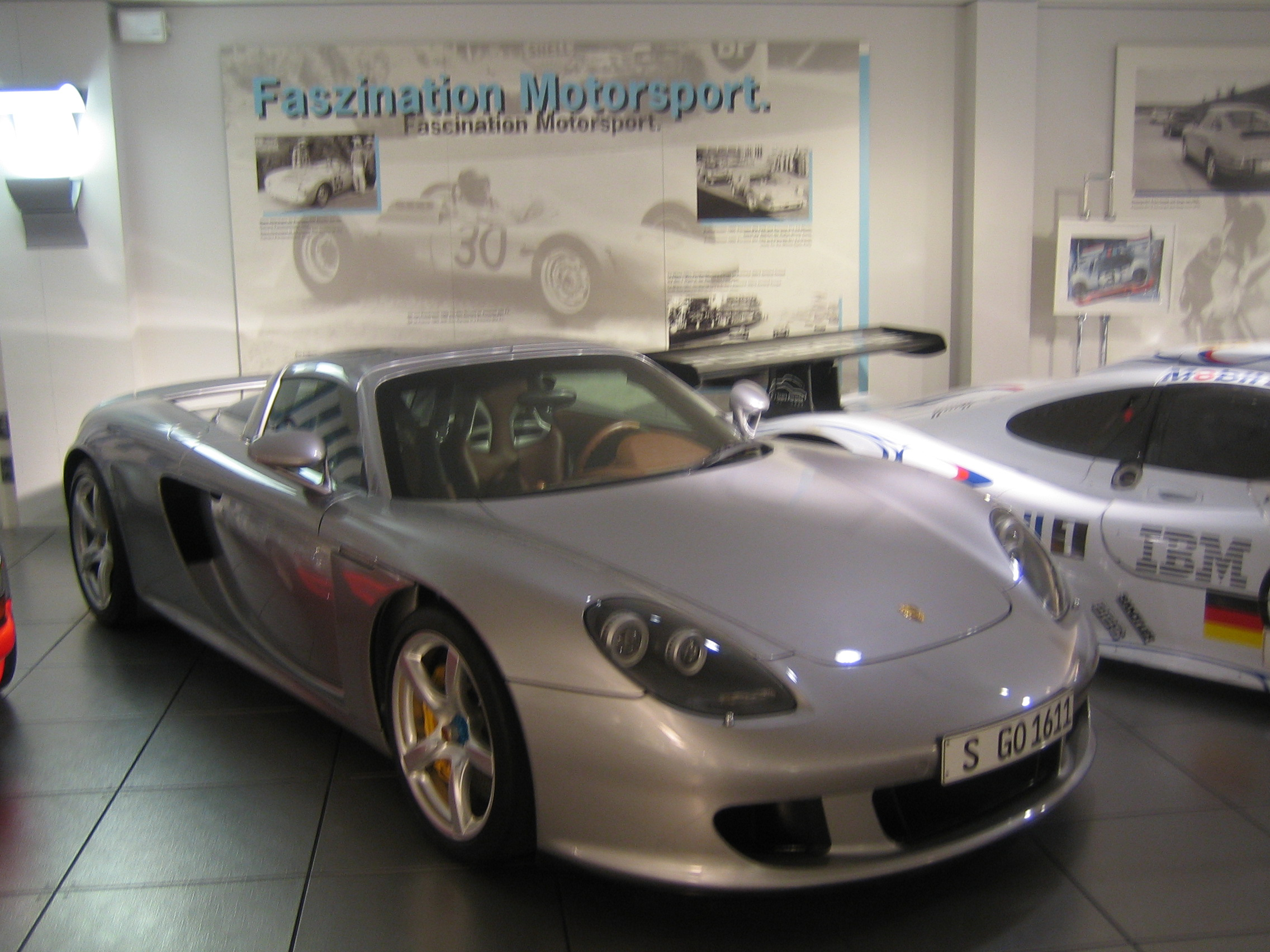